# Жёлтый Яр (Еврейская автономная область)
Жёлтый Яр — село в Биробиджанском районе Еврейской автономной области, входит в состав Валдгеймского сельского поселения.

## География
Село находится на левом берегу реки Бира, на расстоянии 15 км к юго-востоку от села Валдгейм, центра сельского поселения, и 25 км к юго-востоку от города Биробиджан, административного центра района и области.

## Население
| 2002 | 2010 |
| ---- | ---- |
| 569  | ↘511 |

## Улицы
| - ул. Лесная, - ул. Линейная, - ул. Набережная, - ул. Новая, | - ул. Октябрьская, - ул. Полевая, - ул. Школьная. |

## Экономика
Основа экономики — сельское хозяйство.

## Транспорт
Дорога к селу Жёлтый Яр идёт на юго-восток от Биробиджана через сёла Птичник, Валдгейм, Красный Восток, Пронькино и Аэропорт.
На юг от села Жёлтый Яр вниз по левому берегу Биры идёт дорога к селу Найфельд и далее до села Русская Поляна, а по мосту на правый берег Биры — к селу Казанка.